# Open Road (Bryan Adams)
Open Road è una canzone del cantante canadese Bryan Adams
Si tratta del primo singolo ad essere estratto dall'album Room Service, pubblicato nel 2004.

## Tracce
CD Single
1. Open Road
2. Blessing In Disguise

Maxi Single
1. Open Road
2. Blessing in Disguise
3. Friday Night in London

## Classifiche

### Classifiche settimanali
| Classifica (2004)      | Posizione più alta |
| Austria                | 35                 |
| Belgio (Fiandre)       | 49                 |
| Canada                 | 1                  |
| Germania               | 23                 |
| Grecia                 | 36                 |
| Irlanda                | 50                 |
| Italia                 | 20                 |
| Paesi Bassi            | 28                 |
| Regno Unito            | 21                 |
| Regno Unito (physical) | 21                 |
| Romania                | 47                 |
| Svizzera               | 17                 |
| Ungheria               | 1                  |

### Classifiche di fine anno
| Classifica (2004) | Posizione |
| ----------------- | --------- |
| Ungheria          | 43        |
| Classifica (2005) | Posizione |
| Ungheria          | 59        |